# Прогресс М-53
Прогресс М-53 — транспортный грузовой космический корабль (ТГК) серии «Прогресс», запущен к Международной космической станции. 18-й российский корабль снабжения МКС. Серийный номер 353.

## Цель полёта
Доставка на МКС более 2400 килограммов различных грузов, в числе которых топливо для двигательных установок орбитальной станции, кислород, воздух, питьевую воду, продукты питания, бортовую документацию, посылки и новогодние подарки для экипажа. На борту ТГК на МКС доставили второй отряд «биотуристов» — виноградных улиток.

## Хроника полёта
- 17.06.2005, в 03:09:34 (MSK), (23:09:34 UTC) — запуск с космодрома Байконур;
- 19.06.2005, в 04:41:31 (MSK), (00:41:31 UTC) — осуществлена стыковка с МКС к стыковочному узлу на агрегатном отсеке служебного модуля «Звезда». Процесс сближения и стыковки проводился в ручном режиме.

Изначально проведение стыковки, планировалось в автоматическом режиме. Но, после того, как корабль выполнил зависание приблизительно в 150 м от МКС, ЦУП-М планировал через НИП-34 «Щёлково» выдать команду на причаливание к станции. Но на НИПе неожиданно отключилось электричество, связь со станцией пропала, поэтому ЦУП решение стыковку осуществить вручную. Данную операцию с помощью ТОРУ осуществил командир Сергей Крикалёв;
- 07.09.2005, в 14:25:57 (MSK), (10:25:57 UTC) — ТГК отстыковался от орбитальной станции и отправился в автономный полёт.

## Перечень грузов
Суммарная масса всех доставляемых грузов: 2490 кг
| Название | Масса (кг) |
| --- | ---------- |
| Топливо в баках системы дозаправки                                                                                   | 262        |
| Газ в баллонах средств подачи кислорода (СрПК):                                                                      |            |
| Кислород | 111        |
| Аппаратура систем регенерации воды и воздуха                                                                         | 146        |
| Вода в баках системы «Родник»                                                                                        | 420        |
| Средства санитарно-гигиенического обеспечения (ССГО)                                                                 |            |
| Средства индивидуальной и противопожарной защиты                                                                     |            |
| Контейнеры с рационами питания, свежие продукты                                                                      | 279        |
| Медицинское оборудование, бельё, средства личной гигиены и профилактики воздействия невесомости                      |            |
| Бортдокументация, посылки для экипажа, комплект для фотоаппаратуры                                                   |            |
| Оборудование для научных исследований (в том числе по программе ISM «Энеида» (ЕКА))                                  |            |
| Оборудование для американского сегмента, в том числе продукты питания, средства санитарно-гигиенического обеспечения | 217        |